# Conférence des Églises de la Caraïbe
Pour les articles homonymes, voir CEC, CCC et CIC.
La Conférence des Églises de la Caraïbe ou CEC ((en) Caribbean Conference of Churches (CCC) ; (es) La Conferencia de Iglesias del Caribe (CIC) ; (nl) Conferentie Van Carabische Kerken (CVCK)) est une organisation œcuménique chrétienne de la Caraïbe. Elle est liée au Conseil œcuménique des Églises.

## Historique
La CEC fut fondée en 1974 à Kingston.

## Membres
1. African Methodist Episcopal Church (AME)
2. Evangelical Lutheran Church - Caribbean Synod
3. Conférence épiscopale des Antilles
4. The Church in the Province of the West Indies
5. Église éthiopienne orthodoxe - Archidiocèse des Caraïbes et d'Amérique latine
6. The Methodist Church in the Caribbean and the Americas
7. The Moravian Church - East West Indies Province
8. The Salvation Army

- Cuba

1. Assemblea Nacional Presbyteriana de Cuba
2. Ejercito de Salvacion - Cuba
3. Fraternidad Bautista - Cuba
4. Iglesia Cristiana Pentecostal - Cuba
5. Iglesia Episcopal de Cuba
6. Iglesia Metodista de Cuba
7. Iglesia Reformada Unida de Cuba

- Curaçao

1. United Protestant Church

- Grenade

1. Presbyterian Church in Grenada

- Guyana

1. Guyana Congregational Union
2. Evangelical Lutheran Church in Guyana
3. The Moravian Church - Guyana
4. Presbyterian Church of Guyana
5. Guyana Presbyterian Church

- Haïti

1. Église De Dieu (Ebenezer) - Haïti

- Îles Caïmans

1. United Church in Jamaica and the Cayman Islands

- Jamaïque

1. Jamaica Baptist Union
2. The Moravian Church - Jamaica
3. United Church in Jamaica and the Cayman Islands

- Porto Rico

1. Iglesia Metodista de Puerto Rico

- République dominicaine

1. Iglesia Episcopal Dominicana
2. Iglesia Evangelica Dominicana

- Trinité-et-Tobago

1. Presbyterian Church in Trinidad and Tobago

- Suriname

1. Evangelische Lutherse Kerk in Suriname
2. The Moravian Church - Suriname
3. Hervormde Kerk van Suriname